# Soira

Soira o Emba Soira (también Sowera) es el punto más alto de Eritrea, con una altura de 3018 metros (9902 pies) sobre el nivel del mar. Pertenece a las Tierras altas de Eritrea y está ubicado al sudeste de la región de Debub, en el centro de Eritrea.